# Ōsaki
Ōsaki (大崎市?) è una città giapponese della prefettura di Miyagi. La città fu fondata il 31 marzo 2006 quando più giurisdizioni si fusero assieme.